# (13562) Bobeggleton
(13562) Bobeggleton est un astéroïde de la ceinture principale.

## Description
(13562) Bobeggleton est un astéroïde de la ceinture principale. Il fut découvert le 28 septembre 1992 à Kitt Peak par le projet Spacewatch. Il présente une orbite caractérisée par un demi-grand axe de 3,19 UA, une excentricité de 0,12 et une inclinaison de 1,5° par rapport à l'écliptique.

## Compléments